# Ácido acético (uso médico)

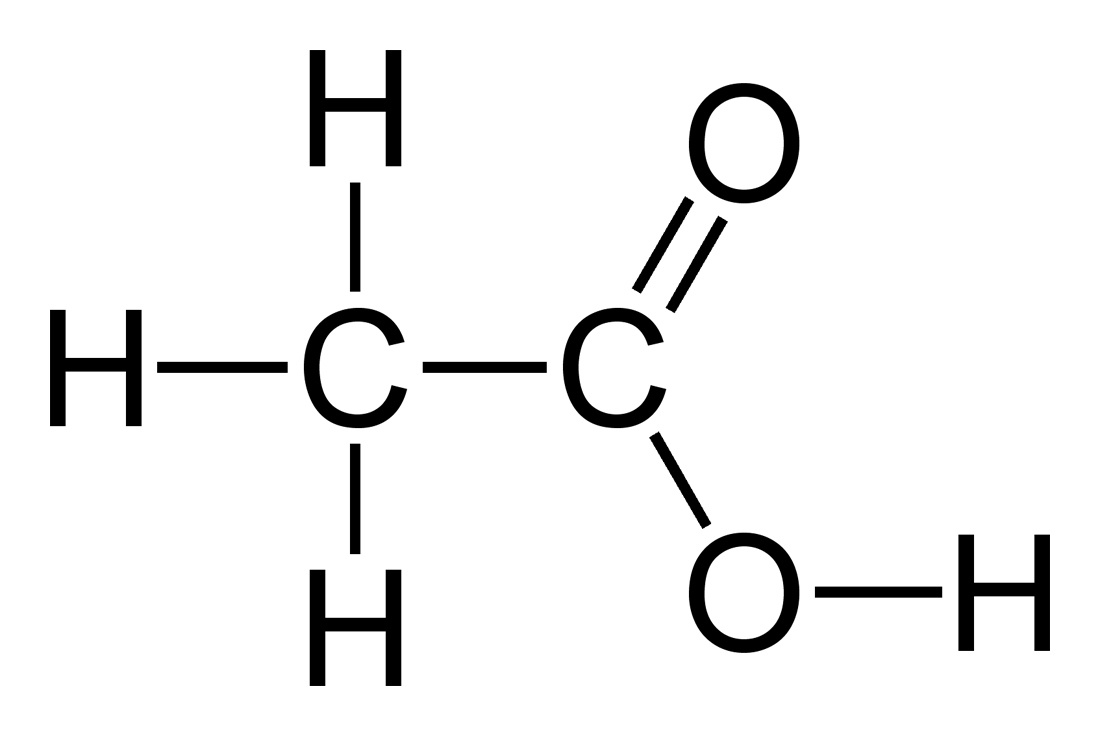
Estrutura química do ácido acético

O ácido acético, também conhecido como vinagre, é usado como um medicamento para tratar uma série de condições. Pode ser usado para tratar infecções no canal auditivo, ao ser usado para a limpeza de uma otite externa. Pode ser usado para a lavagem da bexiga em pessoas que têm um cateter urinário em uma tentativa de evitar a infecção ou obstrução. Como um gel pode ser usado para ajustar o pH da vagina. Também pode ser aplicado no colo do útero para ajudar a detectar câncer de colo de útero durante a triagem. Uma solução de 10 mL de ácido acético e 10 mL de água fria pode ser aplicada nos cabelos para auxiliar na remoção de lêndeas com um pente fino, em casos de pediculose (piolhos).
Efeitos colaterais podem incluir ardor no local da aplicação e em casos raros reações alérgicas. O uso não é recomendado no ouvido de pessoas que tem uma perfuração da membrana do tímpano. Ele age contra os causadores bacterianos e fúngicos de infecções do ouvido.
O ácido acético tem sido empregado na medicina desde a época do Antigo Egito. Está incluído na Lista de Medicamentos Essenciais da Organização Mundial de Saúde, os medicamentos necessários mais eficazes e seguros em um sistema de saúde, e está disponível como um medicamento genérico. Seu uso para tratamento de infecções do ouvido é mais comum em países em desenvolvimento do que nos desenvolvidos.

## Usos médicos
O ácido acético pode ser aplicado no colo do útero para ajudar a detectar o câncer de colo de útero durante a triagem em muitas áreas do mundo em desenvolvimento. Ao ser aplicado, se uma área em branco aparece depois de aproximadamente um minuto, o teste é positivo.